# UKM駅
UKM駅（UKMえき、マレー語:Stesen Komuter UKM）はマレーシアのスランゴール州バンギにある、マレー鉄道KTMコミュータースレンバン線の駅。
マレーシア国民大学（略称：UKM, マレー語：Universiti Kebangsaan Malaysia, 英語：National University of Malaysia）の最寄り駅として駅名が命名された。

## 歴史
- 1995年12月18日 - 駅開業。KTMコミューター カジャン～スルンバン間延伸運行開始。

## 駅構造

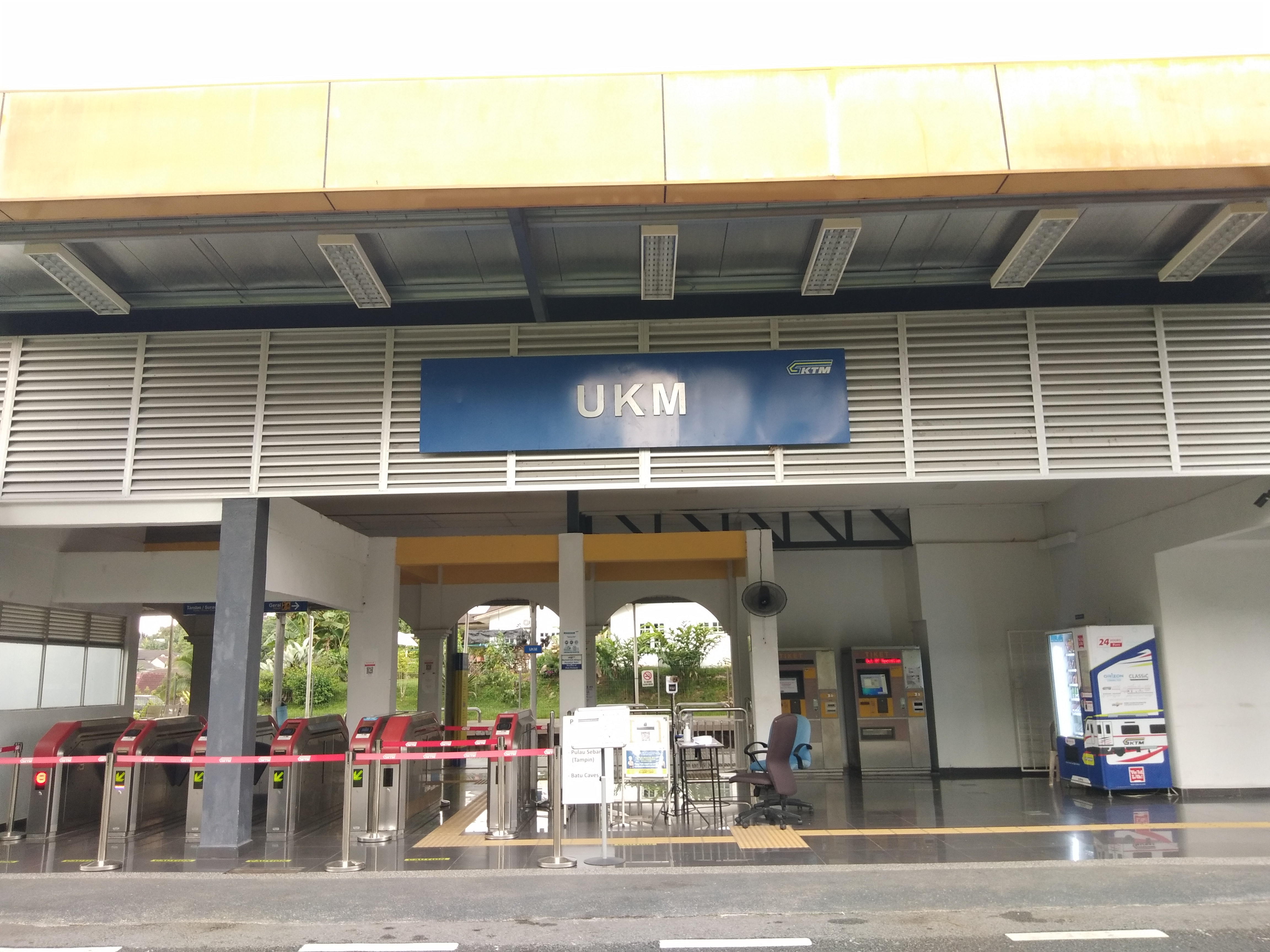
改札口

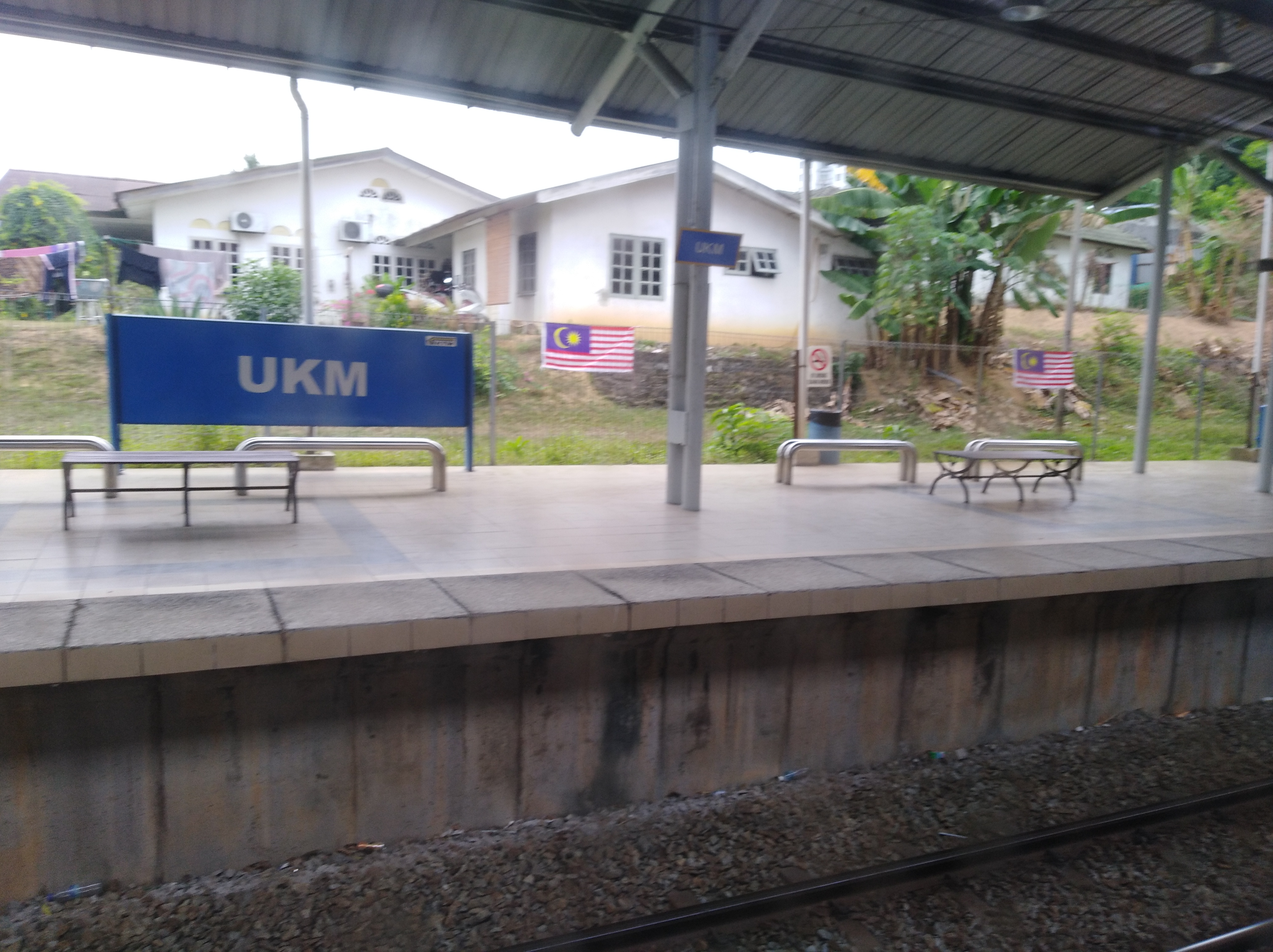
プラットホーム

相対式ホーム2面2線をもつ地上駅である。駅舎は南西側にあり、上りホームに面している。下りホームとは構内の跨線橋で結ばれている。

## 駅周辺
- マレーシア国民大学 - 駅の南西約1.5kmに位置する。
- ドイツ・マレーシア協会（英語版）
- ダノー・ゴルフ UKM

## 隣の駅
マレー鉄道
1 スレンバン線
カジャン駅 (KA06) - UKM駅 (KB07) - バンギ駅 (KB08)